# Renta 4 Banco
Renta 4 Banco es una entidad financiera especializada en productos y servicios de inversión que cotiza en la bolsa española y es miembro del Fondo General de Garantía de Inversiones (FOGAIN).
Su sede central está en Madrid, posee actualmente un total de 62 oficinas repartidas en todo el territorio español junto con la oficina virtual, así como sucursales en diferentes puntos de América Latina como Chile, Colombia y Perú. En el año 2020, la entidad bancaria cuenta 107.000 clientes y 25 mil millones de patrimonio bajo gestión y administración. 

## Historia
Renta 4 nació en 1986 como una de las primeras entidades independientes (no ligadas a grupos bancarios o industriales), de servicios de inversión. En un principio, la compañía inicia actividades como Entidad Delegada del Tesoro, dando acceso a los inversores minoristas a los bonos del Tesoro.
En el año 1989, tras la aprobación de la Ley del Mercado de Valores, la entidad se transformó en Sociedad de Valores y Bolsa, registrándose con el número 1 ante la Comisión Nacional del Mercado de Valores y puso en marcha una red de oficinas en toda España para acercar la inversión en Bolsa y en otros mercados financieros a los inversores allí donde estén.
En 1991, Renta 4 creó su propia Gestora de fondos de inversión, Renta 4 Gestora.
En 1997, Renta 4 creó Renta 4 Pensiones, la Sociedad Gestora de Fondos de Pensiones de Renta 4 que ha sido premiada numerosos años consecutivos por su gestión de planes de pensiones a 1, 3 y 5 años.[cita requerida]
En 1999, Renta 4 lanzó una de las primeras plataformas de inversión en línea (online) en España, facilitando el acceso a todo tipo de ahorradores a una amplia gama de activos de inversión.
En 2004 se creó Renta 4 Corporate y dos años más tarde, en el 2006, la entidad adquirió Gesdinco y Padinco. 
En 2007, Renta 4 comenzó a cotizar en Bolsa, siendo la primera compañía del sector de servicios de inversión en hacerlo. En 2012 empezó a operar como Banco, con plena capacidad, ofreciendo a sus clientes los servicios propios de la cuenta bancaria, pero manteniendo su modelo de Banco especializado en las inversiones.
En 2013, se inició la expansión internacional en Chile con Renta 4 Corredores de Bolsa, S.A., que continuó en el 2013 con la apertura de las sedes en Perú (Renta 4 Sociedad Agente de Bolsa) y en Colombia (Renta 4 Global Fiduciaria), con la misma filosofía de promover la inversión en los países del área andina.
En 2016, se creó la gestora de Fondos de Luxemburgo y se produjo el lanzamiento del primer fondo en Latinoamérica, Fondo MILA.
En 2020, se desarrolló la web de Renta 4 Wealth, servicio con el que la entidad pretend dar respuesta a un tipo de cliente que requiere soluciones a medida a unas necesidades habitualmente más complejas que las de un cliente retail.

## Estructura societaria
El Grupo Renta 4 es 100 % capital nacional, es independiente de grupos bancarios e industriales y está formado por varias sociedades, que mantienen una estructura jurídica independiente, bajo la coordinación de la entidad matriz (Renta 4 Banco, S.A.) que concentra los servicios comunes.
- Renta 4 Sociedad de Valores S.A., es la primera entidad que creó el Grupo. Tras la aprobación de la Ley del Mercado de Valores español en 1988 Esta entidad se convierte en Sociedad de Valores y Bolsa y se inscribe con el n.º 1 en la CNMV.
- Renta 4 Gestora, SGIIC, S.A.
- Renta 4 Pensiones, EGFP S.A.
- Renta 4 Corporate.